# Phyllobrotica quadrimaculata
Phyllobrotica quadrimaculata là một loài bọ cánh cứng trong họ Chrysomelidae. Loài này được Linneaus miêu tả khoa học năm 1758.

## Hình ảnh

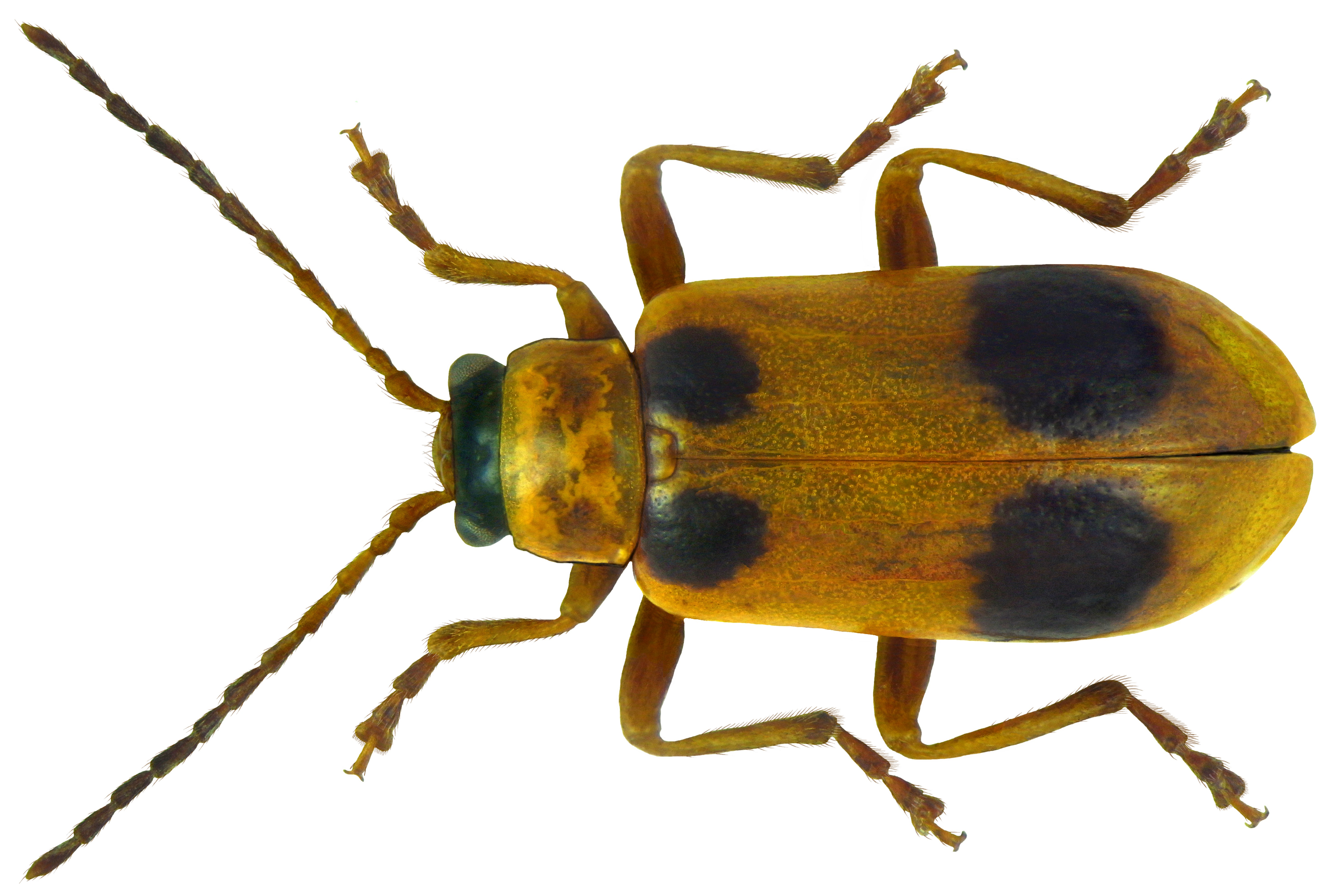
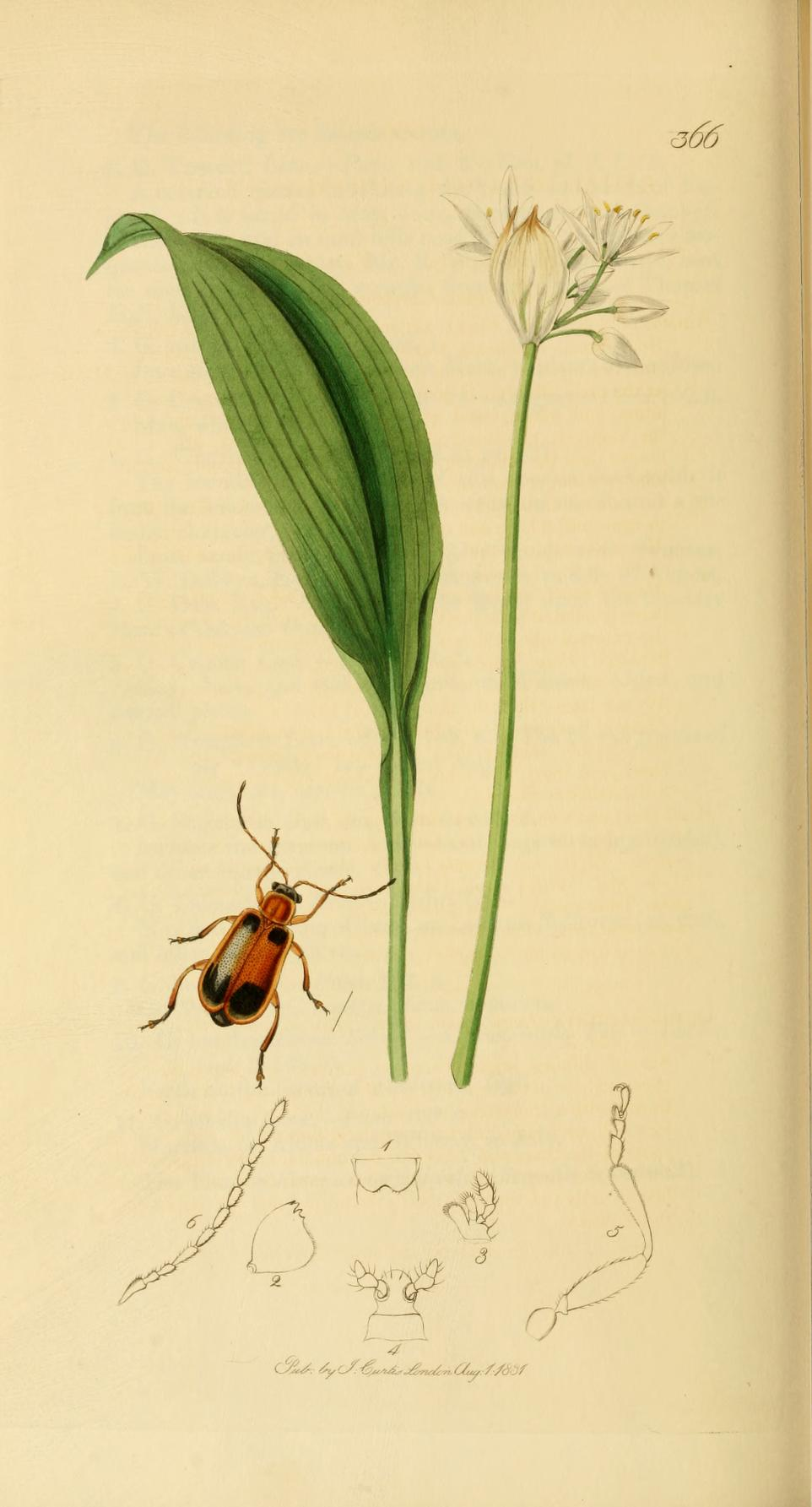